# Mit-Rahineh
La ville de Mit-Rahineh (ou Mit-Rahina) se situe à l'emplacement de l'antique Memphis, capitale de l'Ancien Empire et l'une des métropoles les plus importantes de l'Égypte antique. Simple village au XIXe siècle, le bourg s'est développé au fur et à mesure de la croissance de la ville du Caire devenant en quelque sorte sa banlieue éloignée.
Le développement de la ville a largement empiété sur la zone archéologique qui est désormais de plus en plus délimitée par des enclos pour ce qui en reste, la plupart des koms qui recouvraient les vestiges de l'antique cité ayant été peu à peu grignotés par les hommes et la remontée des eaux depuis la mise en eau du haut barrage d'Assouan.
La ville comporte un musée en plein air abritant sous un hangar un des deux colosses de Ramsès II, le second ayant été déménagé tout d'abord au Caire pour orner la place de la gare principale de la capitale, et plus récemment à Gizeh afin d'orner le parvis du nouveau Grand Musée égyptien qui doit être officiellement inauguré en 2020.